# کورینا کیریاک
کورینا کیریاک (رومانیایی: Corina Chiriac؛ زادهٔ ۲۶ اکتبر ۱۹۴۹) بازیگر، صداپیشه، کارگردان تلویزیونی، خواننده، ترانه‌نویس، موسیقی‌دان و آهنگساز اهل رومانی است. وی از سال ۱۹۷۰ میلادی تاکنون مشغول فعالیت بوده‌است.
وی دانش‌آموختهٔ «انستیتو ملی تئاتر» و دختر آهنگساز رومانیایی «میرچا کیریاک» است.
از فیلم‌هایی که وی در آن‌ها نقش داشته‌است، می‌توان به با دست‌های پاک اشاره نمود.